# سرتوپارین سدیم
سرتوپارین سدیم (به انگلیسی: Certoparin sodium) (نام‌های تجاری Sandoparin, Embolex) یک داروی ضد ترومبوتیک است. این دارو یک هپارین با وزن مولکولی کم است که در درجه اول در برابر فاکتور Xa فعال است. مانند سایر هپارین‌های با وزن مولکولی کم، برای جلوگیری از ترومبوز وریدی عمقی استفاده می‌شود.